# لاس سورنسن
لاس سورنسن (انگلیسی: Lasse Sørensen؛ زادهٔ ۲۱ اکتبر ۱۹۹۹) بازیکن فوتبال اهل دانمارک است.
از باشگاه‌هایی که در آن بازی کرده است می‌توان به باشگاه فوتبال اسبیرگ و باشگاه فوتبال استوک سیتی اشاره کرد.
وی همچنین در تیم‌های ملی فوتبال زیر ۱۵ سال، زیر ۱۶ سال، زیر ۱۷ سال، زیر ۱۸ سال، زیر ۱۹ سال و زیر ۲۰ سال دانمارک بازی کرده است.

## حرفه

### استوک سیتی
لاس سورنسن در وجن به دنیا آمد و کار خود را با تیم جوانان باشگاه باشگاه فوتبال اسبیرگ در سوپرلیگ فوتبال دانمارک آغاز کرد و در ژانویه ۲۰۱۶ به باشگاه انگلیسی استوک سیتی منتقل شد. او پس از اینکه مربی پل لمبرت را با بازی در تیم زیر ۲۳ سال باشگاه تحت تأثیر قرار داد، به تیم اول پیوست و این اتفاق در اواخر فصل ۲۰۱۷–۱۸ رخ داد.
سورنسن در تاریخ ۱۳ مه ۲۰۱۸ در یک مسابقه از لیگ برتر فوتبال انگلستان مقابل باشگاه فوتبال سوانزی سیتی اولین بازی حرفه‌ای خود را انجام داد و به مدت ۷۶ دقیقه بازی کرد و استوک ۲–۱ پیروز شد. استوک سیتی در آن فصل، پیش از اولین بازی سورنسن باری آن‌ها، به صورت قطعی به رده پایین‌تر سقوط کرده بود.
سورنسن در ژوئیه ۲۰۱۸ یک قرارداد بلندمدت با استوک امضا کرد. تنها حضور او در فصل ۲۰۱۸–۱۹ برای استوک سیتی، در تاریخ ۲۶ ژانویه ۲۰۱۹ مقابل باشگاه فوتبال پرستون نورث اند بود.
سورنسن در فصل ۲۰۱۹–۲۰ برای باشگاه فوتبال استوک سیتی تا مارس ۲۰۲۰ که لیگ به دلیل دنیاگیری کووید-۱۹ تعلیق شد، حتی یک بازی نکرد. در طول قرنطینه، سورنسن آمار دویدن بالایی را که با جلیقه‌های GPS ثبت شده بود، به نمایش گذاشت. تلاش او با شروع در ترکیب اولیه در اولین بازی پس از ازسرگیری لیگ در تاریخ ۲۰ ژوئن ۲۰۲۰ در برابر باشگاه فوتبال ردینگ پاداش داده شد. او در پایان فصل، پنج بازی دیگر نیز انجام داد و استوک در نهایت در رده پانزدهم قرار گرفت. در تاریخ ۴ سپتامبر ۲۰۲۰، سورنسن به صورت قرضی به باشگاه باشگاه فوتبال میلتون کینز دونز در لیگ یک فوتبال انگلستان برای فصل ۲۰۲۰–۲۱ پیوست. او در تاریخ ۵ سپتامبر ۲۰۲۰ در یک شکست خانگی ۱–۰ در دور اول جام اتحادیه باشگاه‌های انگلستان مقابل باشگاه فوتبال کاونتری سیتی اولین بازی خود را برای این باشگاه انجام داد. در حین قرضی، در تاریخ ۸ دسامبر ۲۰۲۰ سورنسن اولین گل حرفه‌ای خود را در یک پیروزی خانگی ۶–۰ در دور ۳۲ جام اتحادیه باشگاه‌های انگلستان مقابل تیم زیر ۲۱ سال نوریچ سیتی به ثمر رساند. سورنسن ۳۴ بازی برای باشگاه فوتبال میلتون کینز دونز انجام داد و آنها در رده ۱۳ قرار گرفتند.

### لینکولن سیتی
در تاریخ ۲۳ ژوئیه ۲۰۲۱، سورنسن به باشگاه فوتبال لینکولن سیتی در لیگ یک فوتبال انگلستان با مبلغی نامشخص پیوست و یک قرارداد بلندمدت با این باشگاه امضا کرد. او در هفته اول فصل، در برابر باشگاه فوتبال گیلینگام اولین بازی خود را برای لینکولن انجام داد. او در تاریخ ۲ اکتبر ۲۰۲۱ اولین گل خود را برای این باشگاه در خانه در تقابل با باشگاه فوتبال پلیموث آرگیل به ثمر رساند.
او به خاطر گلش به باشگاه فوتبال وایکام واندررز در فصل ۲۰۲۲–۲۳، جایزه بهترین گل فصل را دریافت کرد، که این گل از نیمه خودی به ثمر رسید. در فصل ۲۰۲۳–۲۴، او جایزه بازیکن فصل از طرف مالکان باشگاه دریافت کرد. باشگاه فوتبال لینکولن سیتی پس از پایان فصل گزینه تمدید از قرارداد او را فعال کرد. سورنسن در سه فصل ۱۳۶ بازی انجام داد و ۱۰ گل سپس به باشگاه فوتبال هادرزفیلد تاون منتقل شد.

### هادرزفیلد تاون
در تاریخ ۱۸ ژوئن ۲۰۲۴، سورنسن به باشگاه باشگاه فوتبال هادرزفیلد تاون با مبلغی نامشخص و به مدت سه سال پیوست.